# Meeslouwerpolder
De Meeslouwerpolder was een waterschap in de gemeente Leidschendam in de Nederlandse provincie Zuid-Holland.
Het waterschap was ontstaan na de fusie van:
- de Gecombineerde Huiszitter- en Meeslouwerpolder
- de Kleine Westeindsche Veen- en Droogmakerij

Het waterschap was verantwoordelijk voor de waterhuishouding in de polders tussen 1948 en 1979. 
Het noordelijke deel van de Meeslouwerpolder werd eind 20e eeuw afgegraven en werd de Meeslouwerplas. Deze plas maakt deel uit van het Recreatiegebied Vlietland. Eerder waren reeds de nabijgelegen Spekpolder en Rietpolder afgegraven; deze twee polders vormen nu samen de Vlietlandplas in hetzelfde recreatiegebied. De Meeslouwerplas werd evenwel te diep uitgegraven waardoor de oevers van de plas instabiel en gevaarlijk werden en niet konden worden ingericht voor recreatie. Sinds 2011 wordt de plas daarom verondiept door het storten van grond en bagger; het zal tot 2020 duren eer de werkzaamheden gereed zijn. Tot die tijd ligt er een verwerkingsponton in de plas. 